# Грушецкий, Семён Фёдорович
 Семён Фёдорович Грушецкий — смоленский шляхтич, дворянин московский (1658—1668), был воеводой в Чернавске (1668) (позже Чернова слобода Орловской губернии Елецкого уезда), боярин с 1680. Поляк по происхождению. Из дворянского рода Грушецких.

## Биография
Отец Семёна Фёдоровича Грушецкого, Фёдор Ильич служил по городу Кашину. Фёдор Ильич — служилый дворянин, сначала вернулся на родину, в Литву (Речь Посполитая) (в Смоленское, потом в Витебское воеводство), а позже снова оказался в Русском государстве, где и получил пост в администрации города Кашина.
Семён Фёдорович Грушецкий находился на службе вначале у литовских магнатов, затем служил государям московским. Некоторое время был управляющим имениями Великого гетмана литовского Михаила Паца, а позже служил Андрею Заборовскому, у которого в Смоленской земле были большие поместья. У Заборовского в Москве был родственник — Семён Иванович Заборовский (думный дворянин и окольничий), на сестре которого, Марии Ивановне Заборовской, женился Семён Грушецкий. После того, как Семён Федорович женился на Марии Заборовской Грушецкие оказались в Москве. По протекции Семёна Заборовского шляхтич Грушецкий был принят на службу, стал писаться московским дворянином и получил место воеводы в Чернавске. Пока нёс службу, обороняя московские рубежи, его супруга и дочери жили в Москве, в доме Заборовского в Китай-городе.
От брака Семён Фёдорович имел трёх дочерей:
1. Агафья Семёновна — с 18.07.1680 г. первая супруга Царя Фёдора Алексеевича;
2. Анна Семёновна — замужем за царевичем Василием Алексеевичем Сибирским;
3. Фёкла Семёновна — первым браком за Зыбиным, вторым за Фёдором Семёновичем Урусовым.

В 1680 г. С. Ф. Грушецкому было дано боярство, когда Царь Фёдор Алексеевич обвенчался с его дочерью Агафьей Семёновной (хотя в некоторых источниках неверно указано, что он умер в 1669 г.).

## В художественной литературе
Воевода чернавский Семён Фёдорович Грушецкий стал одним из главных героев в романе российского писателя А. И. Красницкого — «Царица-полячка», написанном в 1902 году.